# Karoline Pichler
Karoline Pichler (Viena, 7 de septiembre de 1769 - ibídem, 9 de julio de 1843) fue una novelista, poetisa y crítica literaria  austriaca. 
Hija de Hofrat Franz Sales von Greiner (1730–1798) y su esposa Charlotte Hieronimus (1739–1815), se casó con Andreas Pichler, un funcionario gubernamental, en 1796.

## Obra
- Idyllen, 1803
- Ruth, 1805
- Agathocles, 1808
- Frauenwürde.
- Die Belagerung Wiens, 1824
- Die Schweden in Prag, 1827
- Die Wiedereroberung Wiens, 1829
- Henriette von England, 1831
- Zeitbilder, 1840
- Denkwürdigkeiten aus meinem Leben, póstumo, 1844 (autobiografía)

- Datos: Q78814
- Multimedia: Caroline Pichler / Q78814